# 文化里 (中壢區)
文化里位於臺灣桃園市中壢區東北部的內壢地區，係於1988年9月由復興里劃分成立的里，西邊為永福里，北邊為內定里，東邊為成功里，東南有忠孝及成功里，南接復興里，全里人口計有10,906人，是中壢區的人口第三大里，也是桃園市的人口第八大里 。